# Cenopalpus pritchardi
Cenopalpus pritchardi är en spindeldjursart som beskrevs av Düzgünes 1967. Cenopalpus pritchardi ingår i släktet Cenopalpus och familjen Tenuipalpidae. Inga underarter finns listade i Catalogue of Life.